# Жюльєн Хенкс
Жюльєн Хенкс (20 червня 1995) — люксембурзький плавець. Учасник Чемпіонату світу з водних видів спорту 2017, де в попередніх запливах на дистанції 100 метрів вільним стилем посів 49-те місце і не потрапив до півфіналу.